# Puccinellia phryganodes
Puccinellia phryganodes — вид трав'янистих рослин родини Тонконогові (Poaceae). Поширений в арктичних і північних бореальних областях Північної Америки, Азії та Європи.

## Опис
Це багаторічні трав'янисті рослини, які формують килимки. Система столонів зазвичай утворює дуже відкриті килимки. Вегетативні пагони виростають до 20–30 см і розгалуження в вузлах Вся рослина червонувата або з червонуватим відтінком. Стебла (якщо є) 3–7 см, прямостійні, голі й гладкі. Вони утворюються час від часу, більшість килимків складаються з вегетативних пагонів тільки. У материковій частині Норвегії, стебла виробляються при надзвичайних умовах, це може бути панічна реакція на несприятливі умови. На архіпелазі Шпіцберген стебла трапляються частіше. Листки 1–3 см, рідко понад 1 см на столонах, гладкі й голі. Лігули 0.5–1.2 мм, гострі або тупі, як правило, цілі.
Одиниці суцвіття Poaceae — колоски, майже завжди численні в волотях або колосоподібних суцвіттях. Колоски складаються з 2-х лусок (приквіток для колоска) і одної або кількох квіток.
Суцвіття — зморщені або більш-менш відкриті волоті, до 2,5 × 2 см, які займають 1/2–1/3 від довжини стебла. Волоті з 4–6 вузлами з 1–2 гілочками в кожному з нижніх вузлів, лілового або багряного забарвлення загалом (гілочки, квітконіжки, колоски). Колоски 3–4 × 1.7–2.0 мм, з (1)2–3(4) квітками. Приквітки (луски і леми) з закругленими спинками. Луски зазвичай нерівні, значно коротші, ніж леми, гладкі й голі, з виразними зеленими жилами, фіалкові повністю або з білими напівпрозорими вершинами, нижні луски ≈ 2 × 1.2 мм, яйцеподібні або довгасті, тупі або підгострі, з 1 жилкою; верхні луски 3 × 1.8 мм, довгасті, підгострі або гострі, з 3-ма жилками. Леми 2.6–3.0 × 1.0–1.4 мм, довгасті або яйцеподібні, підгострі, фіолетові з дуже вузьким жовтуватим і/або білим напівпрозорим краєм, з 5 чіткими реброподібними жовтуватими або зеленими жилками. Пиляки завжди зморщені і нефункціональні, приблизно 1.5 мм завдовжки. Плоди на а. Шпіцберген не утворюються.

## Відтворення
Вегетативне розмноження відірваними гілками і столонами. Немає насіннєвого розмноження в рослин архіпелагу Шпіцберген. Фрагменти гілок і столонів розносяться морськими течіями й дуже ймовірно, також птахами.

## Поширення
Північна Америка (Ґренландія, Канада, Аляска — США), Євразія (Фінляндія, Норвегія [вкл. Шпіцберген], Північна Росія).
Рослина є значною солончаковою травою в Арктиці.